# Похідний твір
Похідний твір — твір, що є творчою переробкою іншого існуючого твору без завдавання шкоди його охороні (анотація, адаптація, аранжування, обробка фольклору, інша переробка твору) чи його творчим перекладом на іншу мову.
До похідних творів не належать аудіовізуальні твори, одержані шляхом дублювання, озвучення, субтитрування українською чи іншими мовами інших аудіовізуальних творів);
Похідні твори створюють нову інтелектуальну власність. Питання про конкретне визначення похідного твору є предметом законодавства тієї чи іншої країни.